# Elecciones generales de Bangladés de 1979
Las elecciones generales de Bangladés de 1979 se llevaron a cabo en Bangladés el 18 de febrero de 1979. El resultado fue favorable para el Partido Nacionalista de Bangladés (BNP), partido oficialista que ganó 207 de los 300 escaños. La participación electoral fue del 51,3%.

## Sistema de gobierno
Bangladés es una república parlamentaria multipartidista, que ha sufrido modificaciones los últimos años a raíz de diversos movimientos militares que han suspendido la legalidad del poder Ejecutivo. Las elecciones para el parlamento unicameral (conocido como Jatiyo Sangshad) en las que todos los ciudadanos de 18 años o más pueden votar, eligen a 345 miembros, donde se incluyen 45 puestos asegurados para mujeres. El primer ministro, como el jefe de gobierno es elegido por el partido mayoritario del Jatiya Sangshad.

## Antecedentes
Estas elecciones se celebraron bajo la administración militar del general Ziaur Rahman, quien reinstauró la democracia a partir de estos comicios, tras varios meses de sangrientos golpes militares. Abrió el país hacia una democracia multipartidista y fundó el Partido Nacionalista de Bangladés. Ganó las elecciones, pero fue asesinado en 1981 y volvió una dictadura de Hossain Mohammad Ershad, quien asumió el liderazgo del Partido Jatiya.
En estas elecciones, la Liga Awami de Bangladés fue liderada por Sheikh Hasina desde el exilio en la India, ya que la dictadura asesinó al líder de la independencia Sheikh Mujibur Rahman, padre de Hasina y debió asumir el liderazgo de la colectividad.

## Resultados electorales
|  | 41.17 % |

|  | 24.56 % |

|  | 10,1 % |

|  | 4,8 % |

|  | 2,8 % |

|  | 2,2 % |

|  | 0,9 % |

|  | 0,7 % |

|  | 0,6 % |

|  | 0,4 % |

|  | 0,4 % |

|  | 0,2 % |

|  | 0,2 % |

|  | 10,2 % |

|  | 100 % |